# Illice introbasalis
Illice introbasalis är en fjärilsart som beskrevs av Rothschild 1916. Illice introbasalis ingår i släktet Illice och familjen björnspinnare. Inga underarter finns listade i Catalogue of Life.